# أبناء التنين
أبناء التنين (بالإنجليزية: The Sons of the Dragon)‏ هي رواية قصيرة كتبها جورج ر. ر. مارتن، تدور أحداثها في أرض ويستروس الخيالية، حيث تدور أحداث سلسلة مارتن أغنية الجليد والنار. تبدأ القصة قبل حوالي 270 عامًا من بداية لعبة العروش (1996). ويصور موت إيجون الأول، المعروف باسم «إجون الفاتح»، وابنيه إينس الأول، خليفته على العرش، وميجور الأول «المتوحِّش»، في خلافة كل منهما على العرش بعد ذلك، والصراعات التي دارت بينهما. تنتهي القصة بوفاة ميجور، وتقدم تتمة تدور حول حياة خليفته وابن أخيه جيهيرس الأول «المُصلح»، الذي حكم لمدة 55 عامًا كحاكم للممالك السبع.